# Amir Hosein Zare
Amir Hosein Zare (en persa: امیرحسین زارع‎; Amol, 16 de enero de 2001) es un deportista iraní que compite en lucha libre.
Participó en dos Juegos Olímpicos de Verano en los años 2020 y 2024, obteniendo dos medallas, bronce en Tokio 2020 y plata en París 2024.

## Palmarés internacional
| Juegos Olímpicos | Juegos Olímpicos | Juegos Olímpicos  | Juegos Olímpicos |
| Año              | Lugar            | Medalla           | Categoría        |
| ---------------- | ---------------- | ----------------- | ---------------- |
| 2020             | Tokio (Japón)    | Medalla de bronce | 125 kg           |
| 2024             | París (Francia)  | Medalla de plata  | 125 kg           |